# Torque (película)
Torque (conocida como Furia en dos ruedas en Hispanoamérica y Torque: Rodando al límite en España) es una película de acción del 2004, sobre el mundo de las carreras de motos y el tuning. Está dirigida por Joseph Kahn y protagonizada por Martin Henderson, Matt Schulze, Ice Cube, Monet Mazur, Jaime Pressly, Will Yun Lee, Jay Hernández, Fredro Starr y Christina Milian.
El filme recibió críticas muy negativas por parte de los críticos y llegó a recaudar unos 21.215.059 dólares.

## Argumento
La película comienza con dos autos corriendo en medio del desierto. El motociclista Cary Ford (Martin Henderson) se detiene en su motocicleta e intenta pasarlos. Finalmente lo hace y se detiene en un restaurante, propiedad de su exnovia Shane (Monet Mazur). Hay fotos por toda la pared de Ford y Shane cuando estaban juntos y Ford toma una de las fotografías. Luego vuelve afuera y llegan los dos corredores callejeros que no lo dejaron pasar, causando que ellos se enfrentan contra él, pero Ford los golpea a los dos antes de dejarlos ir.
A continuación, Ford se encuentra con sus dos mejores amigos, Dalton (Jay Hernández) y Val (Will Yun Lee) y mientras regresan a la ciudad a una fiesta de motociclistas, se encuentran con una pandilla de motociclistas negros llamados los Reapers, quienes consisten en sus miembros, Trey Wallace (Ice Cube), el líder de la banda y su hermano Junior (Fredro Starr), quienes amenazan a Ford después de meterse en una pelea con el último.
Ford ve a Shane y los dos comienzan a conversar, y Shane dice que está enojada porque Ford se fue. Se detiene otra pandilla de motociclistas llamados los Hellions que incluyen a Henry James (Matt Schulze) el líder de la banda, su novia China (Jamie Pressly) y su mano derecha Luther (Max Beesley). Henry está enojado con Ford por haberle robado sus motocicletas (debido a que contenían drogas en ella), mientras que Ford ofrece una pequeña respuesta concisa a cambio. Henry le da a Ford un ultimátum hasta el anochecer para devolver las motocicletas.
Ford y sus amigos llegan a un club nocturno donde se juntan toneladas de pandillas de motociclistas. Las tres bandas se chocan entre sí y provocan una gran pelea. Un Junior asustado corre hacia el baño para encontrar a los Hellions ahí. Junior se disculpa con Henry por no poder pagarle un trato fallido con las drogas (que Trey se negó a permitirlo anteriormente) y le ruega a Henry que le dé algo de tiempo para resolverlo, pero Henry se niega y mata a Junior, estrangulándolo con una cadena de motocicleta. Ford, Shane y los dos amigos regresan a un motel para pasar la noche, donde Ford y Shane normalizan un poco su relación.
En la escena del crimen donde Junior fue encontrado muerto, aparecen dos agentes del FBI, Tehya Henderson (Justina Machado) y su compañero, Jay McPherson (Adam Scott), y le aseguran a Trey que se encargarán del caso y encontrarán al asesino de Junior. China se convierte en un falso testigo de la muerte de Junior y da una declaración de que Ford mató a Junior, al escuchar esto, un vengativo Trey jura matar a Ford.
En un restaurante, Shane ve en la televisión que se busca a Ford por el asesinato de Junior. Shane le informa a Ford sobre esto y los cuatro salen del restaurante y se ponen en camino. Los Reapers se detienen en el restaurante y se produce una persecución a alta velocidad con todos rodando hacia un bosque oasis lleno de palmeras. Ford les dice a Shane y a los amigos que se separen, mientras que Ford sale del bosque hacia un desierto desenfundando a Trey, lo que hace que la persecución se lleve cerca de un tren de pasajeros. Ford salta al tren y Trey lo sigue subiendo al tren y entrando en los vagones de pasajeros. En la lucha, Trey se resbala y cae frente al tren con la pierna atrapada en las vías. Ford lo ayuda, le da su propia motocicleta para escapar, dejando a Trey desconcertado. Shane, Dalton y Val se encuentran con Ford y los cuatro encuentran una cueva para pasar la noche.
Ford habla con sus amigos y dice que debería llamar a los agentes del FBI para decirles que es inocente. Ford los llama y McPherson contesta el teléfono. Este último dice que no le cree a Ford, pero Henderson sí. A la mañana siguiente, los cuatro abandonan la cueva y se suben a un camión, pero es detenido por un puesto de control policial y justo antes de que los agentes abran la parte trasera de la camión, Ford y Shane salen de la camión en un auto de carreras con los dos amigos en sus motocicletas. Los cuatro conducen hacia una carretera con los dos agentes del FBI y Trey detrás de ellos.
La escena cambia a una carretera cuando Ford salta del auto a la motocicleta de Val y le dice que viaje con Shane. Trey y los dos agentes empiezan a seguirlo y estos últimos sobreviven a un accidente en el que su Hummer H2 negro golpea una tubería de construcción. Trey monta su motocicleta en la de Ford y los dos chocan. Sosteniendo a Trey a punta de pistola, Ford le explica a Trey que no mató a Junior. Sin querer creerle, Trey pregunta quién es el verdadero asesino y Ford le dice que el responsable fue Henry y que les tendió una trampa a ambos. Dispuesto a dar un salto de fe, Trey acepta asociarse con Ford mientras organiza una reunión con los agentes.
En el garaje de Shane, Ford llama a Shane y le dice que quiere que ella, Val y Dalton vengan a encontrarse con él y Trey ahí. Posteriormente, los dos agentes del FBI irrumpen y les dicen a Trey y Ford que bajen. Henderson pide una explicación ya que cree que Ford es inocente y, como les dice, McPherson se da vuelta y dispara a Henderson, aparentemente matándola. McPherson se revela a sí mismo como el topo de Henry en la agencia y que está trabajando con los Hellions después de hacer un trato con él. Henry, China y Luther aparecen con Dalton y Val encadenados y a Shane como rehén. Ford dice que Henry puede recuperar las motocicletas, pero Henry quiere matar a Ford y a Trey (después de admitirle a este último que había asesinado a Junior).
A partir de entonces, comienza una gran pelea con Trey, matando a Luther colgándolo con una cadena y Henry y China logran huir del garaje. Ford libera a Shane, mientras que Trey desata a Val y Dalton y se salen del garaje. Justo antes de que lo hagan, Henderson (que vestía un chaleco antibalas) explota el garaje matando a McPherson. Fuera del garaje, China se encuentra con Shane y las dos pelean en sus motocicletas. La pelea termina con Shane pateando a China de su motocicleta y arrojándola a través del parabrisas de un auto, matándola.
Finalmente, Ford alcanza a Henry en la calle en una persecución en motocicleta. Henry dispara al motor de Ford (MTT Turbine Superbike), provocando una fuga de gasolina y los disparos posteriores de Henry hacen que se encienda el rastro de gasolina. Ford se eleva por los aires y aterriza en la parte superior de la motocicleta de Henry, mientras que el fuego los alcanza a ambos, haciendo que ambas motocicletas exploten, arrojando a Ford al aire y matando a Henry. Shane lo recoge y regresan al garaje para encontrar a los demás y también se revela que Henderson sobrevivió, pero resultó herida. Trey y su banda le agradecen a Ford por su ayuda y se despiden antes de marcharse.
Ford y Shane vuelven a estar juntos y deciden que los cuatro necesitan unas vacaciones (con Shane sugiriendo ir a México). Val recoge a su novia Nina (Christina Milian) y desde la distancia se observan a los cuatro (junto a Nina) rodando en el desierto, mientras la pantalla se vuelve negra y aparecen los créditos finales.

## Reparto
| Actor                 | Personaje         | Cargo del personaje en la película                                |
| --------------------- | ----------------- | ----------------------------------------------------------------- |
| Martin Henderson      | Cary Ford         | Motociclista y líder de un grupo                                  |
| Monet Mazur           | Shane             | Novia de Ford                                                     |
| Jay Hernández         | Dalton            | Amigo de Ford y miembro de su banda                               |
| Will Yun Lee          | Val               | Amigo de Ford y miembro de su banda                               |
| Christina Milian      | Nina              | Miembro de la banda de Ford y novia de Val                        |
| Matt Schulze          | Henry James       | Traficante de droga y líder motociclista de la banda Los Hellions |
| Jaime Pressly         | China             | Compañera de Henry y miembro de la banda Los Hellions             |
| Max Beesley           | Luther            | Miembro de la banda Los Hellions                                  |
| Ice Cube              | Trey Wallace      | Líder motociclista de la banda Los Reapers                        |
| Fredro Starr          | Junior Wallace    | Hermano de Trey y miembro de la banda Los Reapers                 |
| Gichi Gamba           | Nomo              | Miembro de la banda Los Reapers                                   |
| Eddie Steeples        | Rasan             | Miembro de la banda Los Reapers                                   |
| Faizon Love           | Sonny             | Miembro de la banda Los Reapers                                   |
| Adam Scott            | Jay McPherson     | Agente del FBI corrupto                                           |
| Justina Machado       | Tehya Henderson   | Agente del FBI                                                    |
| Hayden McFarland      | Kid               | Niño de la gasolinera                                             |
| John Ashker           | Yellow Car Driver | Conductor del coche amarillo                                      |
| Scott Waugh           | Red Car Driver    | Conductor del coche rojo                                          |
| Harry Anthony Shelley | Frank Shelley     | Agente de policía                                                 |
| John Doe              | Barnes            | Sheriff del condado                                               |
| Jerry Winsett         | Granjero          | Granjero en un área de descanso                                   |
| Jim Cody Williams     | Earl              | Barbero en una área de descanso                                   |

## Similitudes conThe Fast and the Furious
- La película ha sido a menudo llamada "The Fast and the Furious en Motos", refiriéndose a la utilización de muchos de los mismos elementos temáticos entre las dos películas.[2] Ambas películas fueron producidas por Neal H. Moritz.

- En The Fast and the Furious, Dominic Toretto, interpretado por Vin Diesel, termina por ir a México. En esta película, Ford y el resto del grupo también acaban de salir para México.

- El actor en el personaje de Henry James es Matt Schulze, el mismo que en The Fast and the Furious protagoniza a Vince (amigo de la infancia de Dom).